# Албареа (Ферара)
Албареа (итал. Albarea) је насеље у Италији у округу Ферара, региону Емилија-Ромања.
Према процени из 2011. у насељу је живело 139 становника. Насеље се налази на надморској висини од 2 м.